# Torralba de Oropesa
Torralba de Oropesa é um município da Espanha na província de Toledo, comunidade autónoma de Castilla-La Mancha, de área 23 km² com população de 298 habitantes (2006) e densidade populacional de 11,19 hab/km².

## Demografia
| Variação demográfica do município entre 1991 e 2004 | Variação demográfica do município entre 1991 e 2004 | Variação demográfica do município entre 1991 e 2004 | Variação demográfica do município entre 1991 e 2004 |
| --------------------------------------------------- | --------------------------------------------------- | --------------------------------------------------- | --------------------------------------------------- |
| 1991                                                | 1996                                                | 2001                                                | 2004                                                |
| 324                                                 | 294                                                 | 256                                                 | 262                                                 |